# ケーセギ・ヘンリク
ケーセギ・ヘンリク（Kőszegi Henrik, ? - 1274年）は、ハンガリー王国の大貴族。1254年 - 1261年：「Iudex curiae regiae」、1261年 - 1267年：ハンガリーの副王（Nádor）、1267年 - 1270年：スラボニアのバーン。
ハンガリーで最も有力であった貴族の1人で、1270年にベーラ4世が亡くなり、子のイシュトヴァーン5世が後を継ぐと、ヘンリクは当時、ボヘミアやイタリア北部を支配下に置いて勢いに乗るオタカル2世（大王）の庇護を受けて、イシュトヴァーン5世に対して公然と反旗を翻した。その後、オタカル2世が神聖ローマ皇帝・ルドルフ1世と争い始めて庇護を受けられなくなると、ヘンリクは王に謝罪して和睦した。
しかし、王妃の寵臣と結託して皇太子のラースロー（後のハンガリー王・ラースロー4世）を誘拐する。これに怒ったイシュトヴァーン5世はヘンリクを追討する軍を発したが、その途上の1272年に病死。イシュトヴァーン5世の死後、ヘンリクはラースローを王として擁立し、自身はその後見人としてハンガリーにおける全権力を牛耳るに至った。
しかしヘンリクと対立する大貴族のチャーク家が、彼が権力を掌握した事に不満を覚えて1274年、反対派を結集し、ヘンリクは暗殺されてしまった。
息子にミクローシュ、ヤーノシュ、ペーテル、ヘンリクがいる。